# Apartheid (Recht)
Apartheid ist ein im Völkerrecht definiertes Verbrechen gegen die Menschlichkeit (englisch crime of apartheid). Die Internationale Konvention über die Bekämpfung und Bestrafung des Verbrechens der Apartheid (Anti-Apartheidkonvention, abgekürzt AAK) vom 30. November 1973 definiert es in Artikel II als „unmenschliche Handlungen, die zu dem Zweck begangen werden, die Herrschaft einer rassischen Gruppe über eine andere rassische Gruppe zu errichten und aufrechtzuerhalten und diese systematisch zu unterdrücken“. Dies schließe „die Politik und Praxis der Rassentrennung und -diskriminierung, wie sie im südlichen Afrika betrieben werden“, mit ein.
Die Konvention richtete sich primär gegen das damals noch bestehende Apartheid-System in Südafrika und Südrhodesien, sollte auch gleichartige Verbrechen ächten und die Unterzeichnerstaaten zur Strafverfolgung der Betreiber verpflichten. Nach dem Ende der Apartheid Südafrikas in den Jahren 1990 bis 1994 nahm das Römische Statut des Internationalen Strafgerichtshofs von 1998 das Apartheidverbrechen in das Völkerstrafrecht auf. Bisher hat jedoch kein nationales oder internationales Gericht eine Person oder Gruppe dieses Verbrechens angeklagt und verurteilt.

## Entstehung der Anti-Apartheidkonvention
Die AAK entstand aus dem jahrzehntelangen Kampf der UNO gegen die rassistische Unterdrückungspolitik der Buren gegenüber dunkelhäutigen, vor allem einheimischen schwarzen Bevölkerungsgruppen in Südafrika. Seit 1944 nannte Premierminister Daniel François Malan das von seiner Regierung dann eingeführte System der Rassentrennung auf Afrikaans apartheid („Getrenntheit“). Die UN-Generalversammlung verurteilte dieses System von 1952 bis 1990 jedes Jahr als Widerspruch zu den Artikeln 55 und 56 der UN-Charta. Auch der UN-Sicherheitsrat verurteilte Südafrikas Apartheid seit 1960 regelmäßig.
1965 beschloss die UN-Generalversammlung ein Internationales Übereinkommen zur Beseitigung jeder Form von Rassendiskriminierung (englisch abgekürzt ICERD), das 1969 in Kraft trat. Dieses definiert Apartheid als „Regierungspolitik, die mit rassischer Überlegenheit oder Hass begründet ist“. Sie verpflichtet die Unterzeichnerstaaten, „rassische Segregation und Apartheid zu verurteilen und alle Praktiken dieser Art in Gebieten unter ihrer Gesetzgebung zu verhüten, zu verbieten und zu beseitigen.“ Die Konvention definierte Apartheid nur vage und erwähnte Südafrika nicht, richtete sich aber eindeutig gegen das dortige System und Rassentrennung anderswo. Schon 1962 hatte die UN-Resolution 1761 Sanktionen gegen Südafrika verlangt, und die UNO hatte ein „Spezialkomitee zur Apartheidpolitik der Regierung Südafrikas“ eingerichtet. Bei einer UN-Tagung über Apartheid im August/September 1966 wurde der Begriff auch auf Südwestafrika, Rhodesien, die damaligen afrikanischen Kolonien Portugals (Angola, Kap Verde, Guinea-Bissau, Mosambik, São Tomé und Príncipe) sowie auf Basutoland, Betschuanaland und Swaziland bezogen.
Die ICERD entstand aus der Debatte um die Definition von „Verbrechen gegen die Menschlichkeit“ in der UNO. Die Sowjetunion wollte diese von ihrer Begrenzung auf Achsenmächte im Zweiten Weltkrieg lösen und Rassentheorien international strafbar machen. Dies war Bestandteil ihrer Strategie im Kalten Krieg, mit Mitteln des Völkerrechts ihre Zusammenarbeit mit Staaten Afrikas zu verstärken. Der Ostblock und Staaten des Südens wollten auch „Verbrechen gegen den Frieden“ und „Kolonialismus“ in die Definition aufnehmen. Diskutiert wurde, ob die ICERD auch spezifische Formen von Rassismus wie Nazismus, Antisemitismus und Apartheid erwähnen sollte. Staaten Afrikas wollten „unmenschliche Handlungen, die sich aus der Politik der Apartheid ergeben“, in die ICERD aufnehmen. Der Mehrheitskonsens war, darin nur die Ausdrücke „Apartheid“ und „rassische Segregation“ zu nennen.
Die UN-Resolution 2202/A vom 16. Dezember 1966 nannte Apartheid erstmals ein „schweres Verbrechen gegen die Menschlichkeit“. Darum führte die „Konvention über die Nichtanwendbarkeit von Verjährungsfristen auf Kriegsverbrechen und Verbrechen gegen die Menschlichkeit“ von 1968 unter letzteren auch Apartheid auf. Jedoch schrieb sie keine individuelle Haftung dafür fest.
Daher beauftragte die UN-Generalversammlung ein Komitee damit, eine Konvention gegen Apartheid zu formulieren. Die meisten Komiteemitglieder sahen darin ein nur gegen Südafrika anzuwendendes Mittel. Für andere erfasste der Textentwurf auch Rassendiskriminierung in anderen Staaten. Der Entwurf stammte von der Sowjetunion und Guinea. Er wurde von den westlichen Staaten damals abgelehnt, aber von den Ostblockstaaten und den blockfreien Staaten inklusive der arabischen und afrikanischen Staaten gemeinsam durchgesetzt. Im Ergebnis definierte der Entwurf Apartheid nicht nur als Bruch der UN-Charta durch Mitgliedsstaaten, sondern als Verbrechen durch „rassische Personengruppen“. Am 30. November 1973 nahm die UN-Generalversammlung die Konvention mit 91 Ja-Stimmen gegen vier Nein-Stimmen (Großbritannien, Portugal, Südafrika, USA) und 26 Enthaltungen an. Am 18. Juli 1976 trat die Konvention in Kraft. 1984 übernahm der Sicherheitsrat ihre Definition.

## Aufnahme in das Völkerstrafrecht
Die AAK umfasst nach Artikel II rassistisch begründete Morde; Folter; unmenschliche Behandlung und willkürliche Verhaftung von Mitgliedern einer rassischen Gruppe; aufgezwungene Lebensumstände, die ihre physische Vernichtung beabsichtigen; Gesetze, die die Gruppe politisch, sozial, ökonomisch und kulturell benachteiligen; Trennen der Bevölkerung entlang rassischen Linien, etwa durch separate Wohnbereiche; das Verbot von interrassischen Ehen; die Verfolgung von Gegnern der Apartheid. Nach Artikel III sollen Einzelne, Mitglieder von Organisationen und Vertreter von Staaten, die Apartheid verüben, dazu aufrufen oder sich dazu verabreden, international strafverfolgt werden. Nach Artikel IV und V dürfen Staaten auch Apartheidverbrechen strafverfolgen, die Nichtstaatsbürger außerhalb ihres Gebiets begangen haben.
Weil Artikel V ausdrücklich ein internationales Straftribunal für die in der Konvention aufgeführten Verbrechen verlangte, verfasste der Völkerrechtsexperte Cherif Bassiouni im Auftrag der UNO dazu 1980 eine ausführliche Studie. Diese war zugleich der erste Entwurf für den späteren Internationalen Strafgerichtshof (IStGH). Bassiounis Empfehlungen wurden jedoch erst 1998 umgesetzt. Bis dahin blieb es den Staaten überlassen, Gesetze zur Strafverfolgung des Apartheidverbrechens zu erlassen. Vor und nach dem Ende der Apartheid in Südafrika 1990 wurde dort niemand dafür angeklagt, weil deren Betreiber und Gegner den Übergang zu einer demokratischen Regierung miteinander friedlich aushandelten. Die 1994 eingerichtete Wahrheits- und Versöhnungskommission überwachte die Amnestiegarantie für die Täter der Apartheidverbrechen. Darum trat Südafrika der AAK weiterhin nicht bei, ebenso wenig die meisten westlichen Staaten.
Andere Völkerrechtsverträge kodifizieren Apartheid als internationales Verbrechen. So bezeichnet das Zusatzprotokoll I von 1977 zu den Genfer Konventionen von 1949 Apartheid ohne geografische Begrenzung als „schweren Bruch“ dieses Protokolls. Die Völkerrechtskommission nannte Apartheid 1991 in ihrer ersten Lesung des Draft Code of Crimes against the Peace and Security of Mankind ohne Bezug zu Südafrika. 1996 nahm die Kommission „institutionalisierte rassische Diskriminierung“ in ihren Code-Entwurf für Verbrechen gegen die Menschlichkeit auf. Eine Fußnote dazu erläuterte, das sei faktisch eine allgemeinere Bezeichnung des Apartheidverbrechens.
Die UN-Konferenz zur Einrichtung des IStGH 1998 nahm Apartheid zunächst nicht in das Römische Statut auf. Viele ihrer spezifischen Merkmale waren mit Abs. 1 des Statuts abgedeckt, die fast wörtlich aus der Konvention über die Verhütung und Bestrafung des Völkermordes von 1948 übernommen wurde. Südafrikas Delegation bestand jedoch darauf, Apartheid zu ergänzen. Einige Delegationen fanden dies überflüssig, da jede systematische Apartheidpolitik ohnehin unter das Verbot rassisch begründeter Verfolgung fiele. Andere meinten, da Apartheid unter „ähnliche unmenschliche Taten“ im Statut falle, könne man sie ebenso gut explizit nennen. Konsens war zuletzt, dass Apartheid nach Art und Schwere mit anderen Verbrechen gegen die Menschlichkeit gleichrangig sei und ein eigenes Verbot verdiene. Das Römische Statut zählt Apartheid daher zu den strafbaren Verbrechen gegen die Menschlichkeit (Abs. 7,1) und definiert es (Abs. 7,2) als „unmenschliche Handlungen ähnlicher Art wie die in Absatz 1 genannten, die von einer rassischen Gruppe im Zusammenhang mit einem institutionalisierten Regime der systematischen Unterdrückung und Beherrschung einer oder mehrerer anderer rassischer Gruppen in der Absicht begangen werden, dieses Regime aufrechtzuerhalten.“
Am 17. Juli 1998 nahm die UN-Generalversammlung das Statut an; nur sieben Staaten (Volksrepublik China, Irak, Israel, Jemen, Katar, Libyen, USA) lehnten es ab. Nach ausreichender Ratifizierung trat das Statut am 11. April 2002 in Kraft.
Am 4. Dezember 2000 stimmte der Deutsche Bundestag dem Statut per Gesetz zu. Argentinien, Deutschland, Italien, Kanada, die Niederlande, Neuseeland, die Schweiz, Spanien und Südafrika haben Apartheid als Kriegsverbrechen in ihr Militärstrafrecht aufgenommen. Australien, Großbritannien, Kanada, die Republik Kongo, Mali und Neuseeland haben Apartheid per Gesetz strafbar gemacht. Burundi, Trinidad und Tobago haben Gesetzesentwürfe dazu beschlossen.
Das Völkerstrafgesetzbuch ordnet das Apartheidverbrechen (§ 7, Abs. 5) nicht als selbstständigen Tatbestand, sondern nähere Qualifikation der Verbrechen gegen die Menschlichkeit ein, hier des „Angriffs gegen eine Zivilbevölkerung“. Weil das Tatbestandsmerkmal „unmenschliche Handlungen ähnlicher Art“ im Römischen Statut dem Bestimmtheitsgrundsatz widersprach, wurde es nicht in das VStGB aufgenommen. Nach § 7 Abs. 1 Nr. 10 VStGB ist das Apartheidverbrechen individuell zurechenbar, unabhängig davon, wo es begangen wurde. Danach macht sich eine Person strafbar, die „im Rahmen eines ausgedehnten oder systematischen Angriffs gegen eine Zivilbevölkerung“ eine „identifizierbare Gruppe oder Gemeinschaft verfolgt, indem er ihr aus politischen, rassischen, nationalen, ethnischen, kulturellen oder religiösen Gründen, aus Gründen des Geschlechts oder aus anderen nach den allgemeinen Regeln des Völkerrechts als unzulässig anerkannten Gründen grundlegende Menschenrechte entzieht oder diese wesentlich einschränkt“.

## Tatbestandsmerkmale
Das Römische Statut definiert „unmenschliche Taten“ der Apartheid in Abs. 7,2 (h) nur durch den Verweis „vom gleichen Charakter wie die in Abs. 7,1 genannten Taten“. Gemeint sind Taten eines bestimmten Schweregrads, die außergewöhnliche Leiden und Verletzung bewirken, wie in Art. II der AAK. Der Verweis öffnet die Definition für gleichartige wie die in Abs. 7,1 genannten Verbrechen. Praktisch decken sich viele Merkmale von Apartheidverbrechen mit denen anderer unmenschlicher Taten, die laut Abs. 7,1 (k) absichtlich großes Leiden oder ernste Verletzung von Körper, Geist oder Psyche bewirken. Sie können auch unter die in Abs. 7, 1 (h) definierten Verfolgungsverbrechen fallen, sofern sie eine diskriminierende Absicht enthalten, etwa gegen eine rassische Gruppe. Daher kann Apartheid leicht unter irgendeine andere der in Abs. 7,1 genannten Taten subsumiert werden. Somit bestreiten manche, dass das Statut Apartheid überhaupt als eigenes unterscheidbares Verbrechen definiert. Damit fehlt ihrer Definition die nach dem Gesetzlichkeitsprinzip notwendige präzise Besonderheit. Einige Völkerrechtler begrüßen den Verweis auf Abs. 7,1 als ausreichend und sehen die lange und vage Tatenliste in Art. II der AAK als bloße Illustration oder Interpretationshilfe für den IStGH. Der bloße Verweis solle das Überschreiten bestehender Gesetze vermeiden und biete daher nur eine knappe Anerkennung des Apartheidverbrechens.  Andere sehen Art. II der AAK als inhaltliche Näherbestimmung für „unmenschliche Taten vom gleichen Charakter“.
Der Ausdruck „institutionalisiertes Regime“, übernommen aus dem Code-Entwurf von 1996, bildet den wichtigsten Unterschied des Römischen Statuts zur AAK. Danach liegt Apartheid vor, wenn ein Plan oder eine Politik dazu institutionalisiert wurde. Ob eine gesetzliche (de jure) oder nur faktische (de facto) Diskriminierung gemeint ist, bleibt offen. „Regime“ verstand Christopher Keith Hall nicht nur als Regierungsform, sondern als organisierte Methode oder System, einschließlich einer militärischen Kontrolle eines bestimmten Gebiets. Ariel Bultz dagegen begrenzt „institutionalisiertes Regime“ auf erkennbare Staaten. Eine Gebietskontrolle nichtstaatlicher Milizen oder Rebellen wäre nicht institutionalisiert. Diskriminierungspolitik solcher Gruppen erfasse das Statut schon als Verfolgungsverbrechen. Für andere meint das Kriterium eine effektive Regierungspolitik der Apartheid, die als Gesetz und/oder Praxis der herrschenden Ordnung etabliert ist. Ein Apartheidregime läge unbestreitbar vor, wenn es rassistische Unterdrückung und Dominierung wie das frühere Südafrika im einheimischen Gesetz verankert.
Das Merkmal „systematische Unterdrückung und Dominierung“ erfordert Kontrolle und harte Behandlung der unterdrückten rassischen Gruppe. Diese Systematik verlangt der übergeordnete Abs. 7,1 jedoch nicht für alle dort genannten Verbrechen. Das Fallrecht hatte die Systematik schon als nicht notwendiges Merkmal von Verbrechen gegen die Menschlichkeit beurteilt. Auch den Unterschied zwischen „Unterdrückung“ und „Dominierung“ halten einige Völkerrechtler für unklar und unwesentlich. Andernfalls trüge die Strafverfolgung die Beweislast für beides.
Die Tatbegehung durch „eine rassische Gruppe über eine andere“ ist das zentrale Merkmal von Apartheid; ohne dieses wäre jede Anklage dazu unhaltbar. Die UN-Konvention gegen Völkermord nennt eine „rassische Gruppe“ als eine von vier zu schützenden Gruppen; Abs. 6 des Römischen Statuts griff diese Völkermorddefinition auf. Die Völkermordkonvention lehnte ihren Rassebegriff noch an den Nationalsozialismus an, verstand also dessen Opfergruppen als Gruppen mit angeblich unveränderlichen inneren und äußeren Merkmalen. Dieser Rassebegriff ist als pseudowissenschaftliche und rassistische Zuschreibung erwiesen, um soziale Herrschaft und Ungleichheit zu rechtfertigen. Damit wurde „Rasse“ als Kategorie zur Unterteilung menschlicher Unterarten praktisch unbrauchbar. Folglich mussten Strafprozesse zu Völkermorden das Merkmal „rassische Gruppe(n)“ jeweils fallbezogen definieren. Um das Merkmal objektiver zu fassen, schlugen Juristen eine an Sozialwissenschaft und Anthropologie angelehnte Definition vor: Apartheid sei ein ganz besonderes Verbrechen gegen die Menschlichkeit, das allein auf rassistischer Diskriminierung beruhe. Dann müssen nicht „Rassen“ bewiesen werden, sondern dass soziale Akteure sie für real halten, also eine Gruppe als „andersartig“ imaginieren und definieren, sie so stigmatisieren und danach ihren Ausschluss organisieren. Dass eine Gruppe als „fremde Rasse“ gesehen und behandelt wird, würde das Tatbestandsmerkmal erfüllen, auch wenn jeder objektive Unterschied zwischen Tätern und Opfern der Apartheid fehlt.
Nach Abs. 30 des Römischen Statuts müssen die Täter das Verbrechen mit dem Wissen (Mens rea) um seine Art, Schwere und reale Umstände verüben, hier mit der besonderen Absicht, ihr Unterdrückungsregime über eine andere rassische Gruppe systematisch aufrechtzuerhalten, also zu institutionalisieren. Anders als bei Völkermord muss nicht das Zerstören der Gruppe beabsichtigt sein. Dass Apartheidpolitik auch genozidale Tendenzen enthalten kann, wie es eine UN-Expertenkommission für Südafrika festgestellt hatte, berücksichtigte die Definition nicht. Das Verb „Aufrechterhalten“ umfasst anders als Art. II der AAK nicht das Errichten oder Ersetzen eines Apartheidsystems.

## Status im Völkergewohnheitsrecht
Bisher hat kein nationales oder internationales Gericht das Apartheidverbrechen verfolgt, keine Person wurde je dafür angeklagt und verurteilt. Weil der Tatbestand unklar definiert ist, das Fallrecht fehlt und viele westliche Staaten die AAK nicht ratifiziert haben, streiten Völkerrechtler über die individuelle strafrechtliche Verantwortlichkeit für das Verbrechen und ob es den Status von Völkergewohnheitsrecht erreicht hat. Manche bestreiten das und betrachten die Nennung im Römischen Statut eher als symbolische Erinnerung an Südafrikas Apartheidsystem ohne aktuelle Relevanz.
Da nicht alle Staaten das Statut ratifizierten, fällt dem Völkergewohnheitsrecht umso mehr Gewicht für etwaige Anklagen auf Apartheid zu. Der IGH urteilte 1966 in Bezug auf Südwestafrika, die Norm der Nichtdiskriminierung oder Nichttrennung auf der Basis von „Rasse“ sei zur Regel des Völkergewohnheitsrechts geworden. Der IGH erklärte 1970 in seinem Urteil zur Barcelona Traction, neben dem Völkergewohnheitsrecht verbiete auch die Norm erga omnes (Absolutes Recht) die Rassendiskriminierung. Damit hätten alle Staaten eine Pflicht, diese Norm zu befolgen und durchzusetzen. Das American Law Institute bestätigte 1986 in seinem Restatement of the law für Auslandsbeziehungen der USA: Rassendiskriminierung sei ein Verstoß gegen Gewohnheitsrecht, wenn sie systematisch als Mittel der Staatspolitik praktiziert werde. Daraus folgern einige Völkerrechtler, Apartheid als besondere Form der Rassendiskriminierung sei nicht nur als Norm, sondern auch als Staatspolitik verboten und das Verbot habe zweifelsfrei den Status von Völkergewohnheitsrecht erreicht, spätestens mit der Aufnahme des Apartheidverbrechens in das Römische Statut. Dieses habe die Geltung des Verbots erweitert.
Von 1946 bis 1993 verurteilte die UN-Generalversammlung Apartheid mindestens 14 mal, der UN-Sicherheitsrat zweimal als Verbrechen gegen die Menschlichkeit. Schon 1972 verurteilten die meisten UN-Mitgliedsstaaten Apartheid als Affront gegen die Menschenwürde. Zwar waren diese Resolutionen nur gegen Südafrika gerichtet, blieben aber relevant für die Rechtsdefinition des Verbrechens und das UN-Ziel, es auszumerzen. Diese jahrzehntelange Rechtsüberzeugung (opinio juris) gilt als weiterer starker Hinweis, dass das Apartheidverbrechen den Status des Völkergewohnheitsrechts erreicht hat. Bis 2015 haben 176 Staaten die ICERD, 109 die AAK, 173 das Zusatzprotokoll zur Genfer Konvention und 122 das Römische Statut ratifiziert.
Zudem sind die Verbote von rassistischer Diskriminierung und Apartheid laut der Völkerrechtskommission zwingende Normen, die aus breiter Anerkennung der gesamten Weltgemeinschaft hervorgingen. Sie haben demnach den Status des Jus cogens.
Da im Römischen Statut jeder Hinweis auf Südafrika fehlt, kann und muss die historische Apartheid nicht mehr zum Feststellen des Verbrechens herangezogen werden. Das Statut kann auf jeden Staat angewandt werden, der den IStGH akzeptiert oder für dessen Gebiet der UN-Sicherheitsrat Ermittlungen autorisiert. Da viele Staaten systematische Unterdrückung praktizieren, erwartete Christopher Keith Hall eine Zunahme von Anklagen beim IStGH, auch für das Apartheidverbrechen.

## Apartheidvorwürfe
Der Ausdruck „Apartheid“ wird seit 1990 auf viele verschiedene Sachverhalte bezogen. Oft dient das Wort als Metapher zur moralischen Beschreibung, Warnung oder zum Vergleich mit dem Fall Südafrika, und wird nicht in irgendeinem rechtlichen Wortsinn verwendet. In einigen Fällen haben Wissenschaftler, Menschenrechtsorganisationen oder UN-Gremien zu zeigen versucht, dass die Tatbestandsmerkmale des Verbrechens erfüllt sind, um Anklagen vor dem IStGH anzuregen oder vorzubereiten.

### Myanmar
Seit 1982 entzog die damalige Militärregierung von Myanmar den Rohingya, einer ethnisch-religiösen Minderheit von Muslimen, ihre Staatsbürgerschaft. Damit begannen die Staatsmacht und die übrige Bevölkerung sie schubweise zu diskriminieren, zu verfolgen und zu unterdrücken. 2012 konzentrierte die Regierung mehr als 130.000 Rohingya willkürlich und unbefristet in Lagern und versorgte sie mangelhaft, entzog ihnen Bildung, Mobilität und Selbstbestimmungsrechte. Ab 2016 verschärfte die Regierung diese Politik nochmals drastisch. Human Rights Watch (HRW) beschrieb Myanmars Regime in einem Bericht vom Oktober 2020 als „System diskriminierender Gesetze und Politiken, die die Rohingya wegen ihrer Ethnizität und Religion zur dauernden Unterklasse macht“. Dieses System laufe auf Apartheid im Sinne eines Völkerrechtsbruchs hinaus. Die verantwortlichen Regierungsvertreter müssten dafür angemessen strafverfolgt werden.

### Nordkorea
2004 setzte die UN-Menschenrechtskommission einen Sonderberichterstatter für die Menschenrechtslage in Nordkorea ein und erneuerte dessen Mandat jedes Jahr. Im April 2013 setzte der UN-Menschenrechtsrat eine Untersuchungskommission ein, die systematische, verbreitete und schwere Menschenrechtsverletzungen in Nordkorea ermitteln sollte. Im März 2014 gab der Kommissionsvorsitzende Michael Kirby seinen Bericht dazu bekannt und erklärte dabei vor dem UN-Menschenrechtsrat, Nordkoreas Regierung habe ein System der Apartheid geschaffen. Das Klassensystem des Songbun sei eine diskriminierende Apartheid, die sofort und gänzlich abzuschaffen sei. Kirbys Bericht enthielt keinen Apartheidvorwurf an Nordkorea und keine rechtsverbindliche Analyse der beobachteten Verbrechen, drängte den Rat aber, Nordkoreas Regierung zur Verantwortung dafür zu ziehen und den Bericht dem IStGH vorzulegen. Medien berichteten vor allem über Kirbys Vergleich des Songbun mit Südafrikas Apartheid, dem Nazismus und dem Regime der Roten Khmer.
Im Oktober 2015 forderte die UN-Generalversammlung den UN-Sicherheitsrat auf, die Lage in Nordkorea dem IStGH vorzulegen. Dabei bezeichnete auch die frühere Hochkommissarin Navi Pillay das nordkoreanische Kastensystem des Songbun als neues Beispiel der Apartheid. Zwar wurde ein Verfahren des IStGH zu Nordkorea damit wahrscheinlicher, doch da dort keine „rassischen“ Gruppen einander gegenüberstehen, gilt eine Anklage des IStGH auf ein Apartheidverbrechen als unwahrscheinlich.

### Israel/Palästina
Im Sechstagekrieg von 1967 besetzte Israel das Westjordanland und den Gazastreifen. 1972 warnte der israelische Historiker Saul Friedländer vor einer Annexion der besetzten Gebiete, weil sich Israel sonst „in ein Apartheidregime verwandeln“ würde. Die UN-Resolution 3379 vom 10. November 1975 bezeichnete Zionismus als Form des Rassismus und stellte Israel explizit in eine Reihe mit Südafrikas Apartheidsystem. Nach dem Zusammenbruch des Ostblocks nahm die UN-Generalversammlung diese Resolution 1991 mit Resolution 46/86 zurück. 
Die NGO-Erklärung bei der dritten Weltkonferenz gegen Rassismus 2001 nannte Israel einen „rassistischen Apartheidstaat“ und als solchen ein „Verbrechen gegen die Menschlichkeit“. Damit eröffnete ein organisiertes Netzwerk anti-israelischer NGOs die Kampagne Boycott, Divestment and Sanctions (BDS). Deren Zentralbegriff „Apartheidstaat“ soll den Staat Israel insgesamt delegitimieren, wie das frühere Südafrika international als „Paria“ brandmarken und isolieren. Damit bestreitet die BDS-Kampagne laut Antisemitismusforschern und einigen Historikern das Existenzrecht Israels. BDS verwendet dabei grundsätzlich eine legalistische Terminologie und spricht etwa von Israels „andauernden Verletzungen des Völkerrechts“.
Der 2006 gegründete UN-Menschenrechtsrat verurteilte Israel bis Ende 2015 mit 62 von 107 Resolutionen öfter als alle anderen Staaten zusammen. Strukturelle Gründe dafür sind die geografisch-proportionale Sitzverteilung, das gemeinsame Abstimmen der arabischen, islamischen und blockfreien Staaten und der festgelegte eigene Tagesordnungspunkt nur für die Menschenrechtslage in Palästina. Dies bewirkte, dass sich die Staaten, die selbst schwerste Menschenrechtsverletzungen begehen, absprechen und Israel bei jeder Sitzung mit stereotypen Anklagen von „Apartheid“, „Kolonialismus“, „ethnischen Säuberungen“, „Staatsterrorismus“ und „Judaisierung“ der besetzten Gebiete überziehen.
Um derartige Vorwürfe zu prüfen, setzte der UN-Generalsekretär den südafrikanischen Völkerrechtler John Dugard zum Sonderberichterstatter für israelische Menschenrechtsverstöße in den besetzten Gebieten Palästinas ein. Sein Bericht vom Februar 2007 verglich Israels Militärverwaltung mit Südafrikas Apartheid: Sie sei darauf angelegt, die besetzte Bevölkerung zu dominieren und systematisch zu unterdrücken. In der Westbank würden jüdische Siedler mit eigenen Straßen, Hausbau, Schutz durch die Armee und Familienzusammenführung durchweg gesetzlich bevorzugt. Häuserabrisse in der Westbank und Ostjerusalem würden auf diskriminierende Weise gegen Palästinenser ausgeführt. Viele Gesetze und Praktiken Israels ähnelten „Aspekten der Apartheid“ und verstießen gegen die ICERD von 1966 sowie die AAK von 1973.
2010 hatte Human Rights Watch (HRW) einen Bericht über Diskriminierungen der Palästinenser in den von Israel besetzten Gebieten und den Umgang der Justiz Israels mit Klagen dazu veröffentlicht. Zum Apartheidvorwurf zitierte der Bericht eine Richterin am Obersten Gericht Israels: Die Darstellung von Sicherheitsmaßnahmen zum Schutz von Straßenbenutzern als Segregation aus rassischen und ethnischen Gründen und von Blockaden einer Straße als Apartheidverbrechen sei derart extrem und radikal, dass für diese Anklage keinerlei Basis gegeben sei. HRW resümierte, insgesamt hätten israelische Gerichte das Diskriminierungsverbot der ICERD von 1966 noch kaum strafverfolgt.
2008 berief der UN-Menschenrechtsrat den emeritierten Rechtsprofessor Richard A. Falk für sechs Jahre zum Sonderberichterstatter für Palästina. Bis 2011 verglich Falk Israels Politik mehrmals öffentlich mit der des NS-Regimes, verharmloste das Regime des Iran, veröffentlichte eine antisemitische Karikatur und unterstützte Verschwörungstheorien zum 11. September 2001. Wegen letzterem wurde er von UN-Generalsekretär Ban Ki-moon gerügt, blieb aber im Amt. In seinem Bericht vom Januar 2014 führte Falk aus: Da der IStGH die Vorwürfe von „Kolonialismus“, „Apartheid“ und  „ethnischer Säuberung“ in Israel/Palästina bisher nicht überprüft habe, habe er selbst diese legale Analyse möglicher Verstöße gegen das Völkerrecht übernommen. Er führte eine Reihe von Verstößen auf und resümierte: Gemessen an der Definition der AAK habe Israels verlängerte Besatzung „Praktiken und Politiken eingeführt, die Apartheid und Segregation herzustellen scheinen.“ Eine künftige Untersuchung durch den IStGH sei erforderlich.
Um diese zu ermöglichen, trat die PA als „Staat Palästina“ am 2. April 2014 der AAK bei. Am 1. Januar 2015 akzeptierte die PA die Rechtsprechung des IStGH nach dem Römischen Statut für mutmaßliche Verbrechen, die in den besetzten Palästinensergebieten einschließlich Ostjerusalems seit 13. Juni 2014 begangen worden seien. Am 16. Januar 2015 eröffnete die Chefermittlerin des IStGH Fatou Bensouda eine „vorläufige Prüfung der Situation in Palästina“. Diese sollte vor allem Klagen über israelische Kriegsverbrechen im Gazakonflikt von 2014 nachgehen. Daher unterstützte auch die Hamas den Beitritt zum Römischen Statut, obwohl ihre Raketenangriffe gegen israelische Zivilisten den Gazakonflikt ausgelöst hatten. Die Prüfung sollte auch mögliche Verbrechen nach Art. 7 des Römischen Statuts umfassen, darunter Apartheid. Im Ergebnisbericht der vorläufigen Prüfung vom 3. März 2021 taucht Apartheid zwar nicht auf, allerdings wird ausdrücklich darauf hingewiesen, „dass die bei einer vorläufigen Prüfung festgestellten Straftaten als Beispiele für relevante Straftaten […] betrachtet werden sollten“, um den „Schwellenwert für die Einleitung eines Ermittlungsverfahrens“ zu erreichen. Laut Bericht sind alle Kriterien für die Eröffnung des Ermittlungsverfahrens erfüllt.
Im März 2017 verfassten Richard Falk und Virginia Tilley einen Bericht, der „die Frage der Apartheid“ im Titel trug, auch die Lage der arabischen Israelis umfasste und als Ergebnis behauptete: „Auf der Basis einer wissenschaftlichen Ermittlung und überwältigender Beweise“ komme man zu dem Schluss, dass „Israel des Verbrechens der Apartheid schuldig“ sei. Der Bericht nannte vor allem zwei diskriminierende Gesetze (Ehegattennachzug nur für jüdische Israelis; Rückkehrverbot für Palästinenser der besetzten Gebiete) als Beleg dafür. Die Gesetze waren jedoch mit Sicherheitsinteressen Israels begründet und unter bestimmten historischen Kriegsumständen eingeführt worden. Die Exekutivsekretärin Rima Chalaf aus Jordanien veröffentlichte den Bericht als Gutachten der Wirtschafts- und Sozialkommission für Westasien (ESCWA). Dem UN-Gremium gehören 18 arabische Staaten an, darunter Palästina als Vollmitglied. UN-Generalsekretär Antonio Guterres ließ den Bericht zurückziehen, weil dieser unter dem UN-Logo, aber ohne Absprache mit den zuständigen UN-Gremien und ihm selbst erschienen war. Daraufhin trat Chalaf von ihrem Amt zurück.
Nach dem Beitritt der PA zum Römischen Statut reichten vier palästinensische NGOs 2017 einen umfangreichen Text beim Internationalen Strafgerichtshof ein, der Israel anklagte, „die Palästinenser zu verfolgen und den Verbrechen von Verfolgung und Apartheid zu unterwerfen“. Von November 2019 bis April 2021 warfen mindestens 18 NGOs Israel eine Apartheidpolitik vor und stellten es als Apartheidregime oder Apartheidstaat dar, darunter auch israelische NGOs wie Schovrim Schtika, Jesch Din und B’Tselem.
Am 27. April 2021 warf ein HRW-Bericht Israel Apartheidverbrechen gegen die Palästinenser vor. Er forderte internationale Ermittlungen und Strafverfolgung israelischer Regierungsbeamter, den Abbruch von ökonomischen Investitionen, staatliche Sanktionen, Reiseverbote nach Israel, das Einfrieren von Auslandskonten von an Apartheidverbrechen beteiligten Israelis. Autor des Berichts war der für Israel und die Palästinensergebiete zuständige Regionaldirektor von Human Rights Watch (HRW) Omar Shakir. Der deutsche HRW-Pressereferent Wolfgang Büttner erklärte, man wolle „eine Rechtsdiskussion eröffnen“, den stockenden Friedensprozess und die Menschenrechtslage in Israel und den besetzten Gebieten wieder stärker ins öffentliche Bewusstsein rücken. Dabei sei HRW der Missbrauch des Apartheidbegriffs bewusst. HRW distanziere sich „eindeutig von denjenigen, die sich gegen das Existenzrecht Israels ausdrücken, die deutsche Vergangenheit leugnen oder antisemitische Ziele verfolgen.“
Laut Gerald M. Steinberg gleichen die Argumentationsfiguren dieser Texte denen der NGO-Erklärung in Durban 2001, folgen deren Strategie und stützen sich aufeinander. Emily Budick, Cary Nelson (beide Scholars for Peace in the Middle East), Alan Johnson (Britain Israel Communications and Research Centre), Benjamin Pogrund (Schriftsteller aus Südafrika) und andere weisen den Apartheidvorwurf gegen Israel mit folgenden Hauptargumenten zurück: Israel sei eine rechtsstaatlich verfasste, multi-ethnische Demokratie mit garantierten gleichen Staatsbürgerrechten für Nichtjuden. Es gebe dort keine Rassentrennung oder Segregation von Juden und Nichtjuden, sichtbar etwa an Arabern in der Knesset, im Obersten Gericht, in Leitungsämtern von Universitäten, Armeeeinheiten, Krankenhäusern und anderem. Bestehende Diskriminierungen seien nicht schwerer als in anderen Demokratien. Die rechtlich verschiedene Behandlung von Palästinensern und Israelis in der Westbank sei Teil der Militärbesatzung. Israels Sicherheitsmaßnahmen seien Folge der wiederholt gescheiterten Friedensverhandlungen und des täglichen Terrors gegen Israelis, keine systematisch institutionalisierte Apartheid zum Aufrechterhalten eines Unterdrückungsregimes. Das Apartheid-Label für Israel stamme aus der sowjetischen Diffamierungskampagne der 1970er Jahre, die seit 2001 von der „Durban-Strategie“ vieler NGOs wiederbelebt wurde. Weil es faktisch unzutreffend und diffamierend sei, erschwere es das politische Beenden der Besatzung zusätzlich.
Mit ähnlichen Argumenten wiesen der israelische Thinktank Kohelet Policy Forum und Clifford D. May, Gründer der Foundation for Defense of Democracies, den HRW-Bericht vom April 2021 zurück. HRW maße sich mit dem Urteil, Israel sei nach Völkerrecht ein Apartheidregime, die Autorität von Strafverfolgern, Richtern und Jury an und liefere allen eine Rechtfertigung, die den einzigen mehrheitlich jüdischen Staat der Welt und damit den Fluchtort aller verfolgten Juden zerstören wollten. Der Bericht verdrehe die Definition von Apartheid ins Unkenntliche, indem er Bürgerrechte, Mehrheitswahlrecht und Minderheitenschutz in Israel ignoriere, die kein anderer Staat im Mittleren Osten seinen ethnischen und religiösen Minderheiten gebe. Somit wende HRW auf Israel einen anderen Standard als auf andere Staaten der Region an: Das sei Antisemitismus. Der Gazastreifen werde nicht von Apartheid, sondern von der Hamas regiert, die jede friedliche Koexistenz mit Israel ausschließe und mit täglichem Terror letztlich alle Juden aus Palästina vertreiben oder ermorden wolle. Die Westbank werde von der PA regiert. Diese habe reihenweise Angebote abgelehnt, die Palästinensern einen eigenen Staat gebracht hätten, und sei derzeit nicht einmal verhandlungsbereit. Nirgends könnten Gruppen, die einen Staat zu zerstören anstreben, von diesem Staatsbürgerrechte fordern. Für Israel wäre es selbstmörderisch, den Palästinensern des Gazastreifens und der Westbank diese Rechte zu gewähren. Israelische Gesetze enthielten keinerlei rassische Unterscheidungen, noch seien Juden und Palästinenser rassische Gruppen. Damit fehle das Tatbestandsmerkmal einer gesetzlichen rassischen Hierarchie. Weil es Diskriminierung von Minderheiten vielerorts gebe, sei seit 1994 kein anderer Staat als Apartheidregime bezeichnet worden. Das Nationalstaatsgesetz sei kritikwürdig, aber nicht entfernt ein Apartheidgesetz, sondern angelehnt an Verfassungsbestimmungen europäischer Demokratien. Es garantiere Arabern ihre Sprache. Andere Staaten der Region proklamierten sich stolz als arabisch oder muslimisch; doch nur beim jüdischen Staat sehe HRW darin ein „Verbrechen gegen die Menschlichkeit“. Dies setze HRWs jahrzehntelange anti-israelische Haltung fort. Auch Israels Außenministerium warf HRW eine „Anti-Israel-Agenda“ vor.
Anfang 2022 erklärte ein Bericht der Menschenrechtsorganisation Amnesty International (AI), in Israel sei seit seiner Gründung ein Apartheidsystem entstanden. Es begehe im Umgang mit den Palästinensern das Verbrechen der Apartheid. Die deutsche Sektion von AI schloss sich erst mit Verzögerung an. Ähnlich argumentierten 2022 Human Rights Watch und die israelische Nichtregierungsorganisation B’Tselem. Zur Begründung verwiesen sie auf das ihrer Ansicht nach auf Dauer angelegte System der Diskriminierung, das in den besetzten Gebieten für eine Segregation von Juden und Arabern sorge, diese aus strategischen Gebieten verdränge, einzelne von ihnen ohne Gerichtsurteil in zeitlich unbegrenzte Administrativhaft nehme, wo manche von ihnen der Folter unterworfen seien, und das ihnen elementare Rechte und Freiheiten vorenthalte.
Israels Außenminister Jair Lapid wies den Vorwurf zurück und kritisierte, dass AI nur den demokratischen Rechtsstaat Israel beschuldige, aber weder Syrien noch den Iran oder „mörderische Regime“ in Lateinamerika und Afrika als Apartheidstaaten bezeichne. Josef Schuster, der den Zentralrat der Juden in Deutschland leitet, nannte den AI-Bericht antisemitisch und forderte die deutsche AI-Sektion auf, sich davon zu distanzieren. Laut dem britischen Politikwissenschaftler Alan Johnson bestreitet der Bericht das Selbstbestimmungsrecht für Juden und ist damit gemäß der IHRA-Antisemitismusdefinition antisemitisch.
Eine im August 2023 unter dem Titel „The Elephant in the Room“  veröffentlichte „Academics for Peace“- Petition, die Israels Besetzung der Palästinensergebiete als ein Apartheid-Regime verurteilte, wurde u. a. von Holocaust-Historikern wie Omer Bartov, Daniel Blatman, Christopher Browning, Dan Diner, Deborah Dwork, David Feldman, Saul Friedländer, Amos Goldberg, Jan Gross, Atina Grossmann, Thomas Kühne, Dirk Moses, Samuel Moyn, Michael Rothberg, Timothy Snyder, Sybille Steinbacher, Shulamit Volkov, Yfaat Weiss, Moshe Zimmermann und Moshe Zuckermann unterzeichnet.
Südafrikas Regierung klagte Israel im Dezember 2023 vor dem Internationalen Gerichtshof (IGH) wegen möglicher Verstöße gegen die Konvention über die Verhütung und Bestrafung des Völkermordes an. Die Anklageschrift behauptete eine von Israel betriebene 75-jährige Apartheid im Gazastreifen (siehe Südafrika gegen Israel (Völkermordkonvention)). In einem Gutachten zu den rechtlichen Folgen von Israels Besatzungspolitik vom Juli 2024 beschrieb der IGH die physische und rechtliche Trennung von israelischen und palästinensischen Siedlungen im Westjordanland und in Ostjerusalem als Verstoß gegen Artikel 3 der UN-Rassendiskriminierungskonvention.
Im Juni 2025 forderte der Zentralausschuss des Weltkirchenrats auf seiner Tagung in Johannesburg (Südafrika) die „Beendigung von Apartheid, Besatzung und Straflosigkeit in Palästina und Israel“. Im Text hieß es: „Wir anerkennen und verurteilen das System der Apartheid, das Israel dem palästinensischen Volk auferlegt und damit das Völkerrecht und das moralische Gewissen verletzt“. Als Konsequenz verlangte der Zentralausschuss Sanktionen gegen Israel, Desinvestitionen und ein Waffenembargo sowie die Unterstützung des Internationalen Strafgerichtshofs und der UN-Mechanismen, „die mögliche Kriegsverbrechen und Verbrechen gegen die Menschlichkeit untersuchen“. Der Vorsitzende der Europäischen Rabbinerkonferenz Pinchas Goldschmidt warf der evangelischen Kirche daraufhin „moralisches Versagen“ vor: In der Erklärung werde Israel dämonisiert, die Gleichsetzung israelischer Politik mit Apartheid gieße „Öl ins Feuer des global anwachsenden Antisemitismus“.